# 莫納斯特羅克-奧赫利亞迪夫斯基
50°10′51″N 24°42′25″E / 50.18083°N 24.70694°E
莫納斯特羅克-奧赫利亞迪夫斯基（羅馬化：Monastyrok-Ohliadivskyi）是烏克蘭西部的村莊，隸屬利維夫州的舍普季茨基區。該村面積1.64平方公里，海拔高度214米，2022年人口300，人口密度每平方公里254.26人。